# Ardenya
Ardenya es una entidad de población perteneciente al municipio de La Riera de Gaià, situada en la comarca del (Tarragonés), (Provincia de Tarragona), (Cataluña, España). 

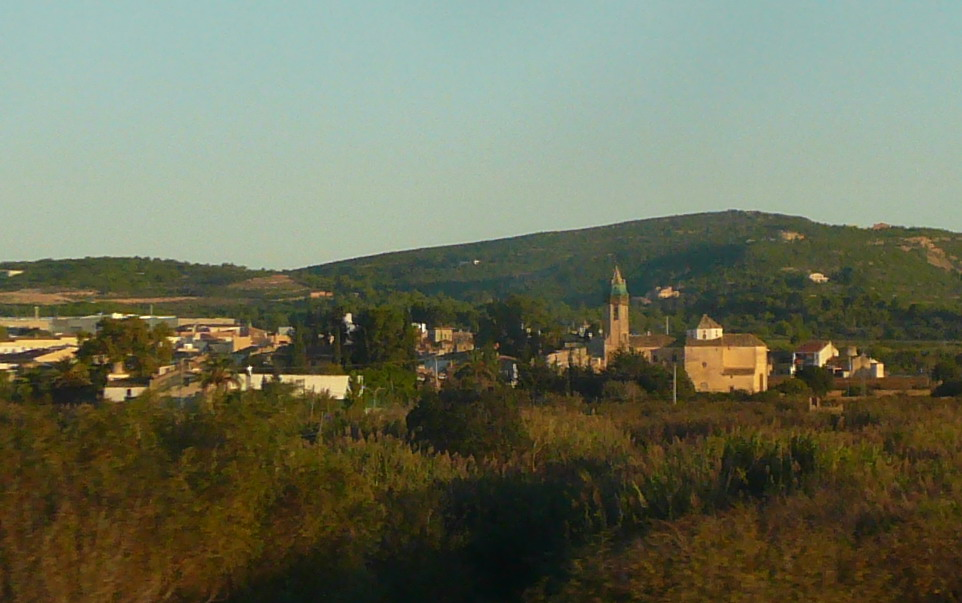
Vista de La Riera de Gaià, población a la que pertenece Ardenya.

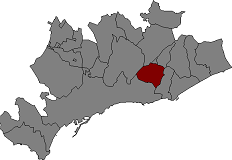
Situación del término municipal de La Riera de Gaià en la Provincia de Tarragona.

## Situación
El pueblo está situado en las afueras del núcleo de La Riera, en la ribera del río Gayá.

## Población
Cuenta con 91 habitantes. (2009)

## Historia
Ardenya se incluía en los dominios del Castillo de Ullastrell o Montoliu y pertenecía al noble Bernat de Gallifa.
La población formó parte de la agrupación de municipios dependientes del Arzobispado de Tarragona, creada en el año 1274, llamada Comuna del Camp, y estaba incluida el fogaje recaudatorio del año 1365.
En el siglo XVII, dependía de la Catedral de Tarragona, y el pueblo mantuvo su independencia hasta el año 1842, cuando fue anexionado por La Riera. 

## Lugares de interés
- Iglesia neoclásica.
- Ermita románica.
- Torre de la Abella o Torre de la Vetlla, era una torre de control y defensiva que data del siglo XI.
- Restos del Molino de la Torre, del siglo XII.
- Molí d'en Fortuny

## Fiestas y Tradiciones
Fiesta Mayor de Sant Jordi que se celebra el 23 de abril. 

## Personajes ilustres
- Antoni Martí i Franquès o "Martí d'Ardenya", noble y científico (Ardenya, Tarragonés 1750 - Tarragona 1832).